# Templo de Hibis

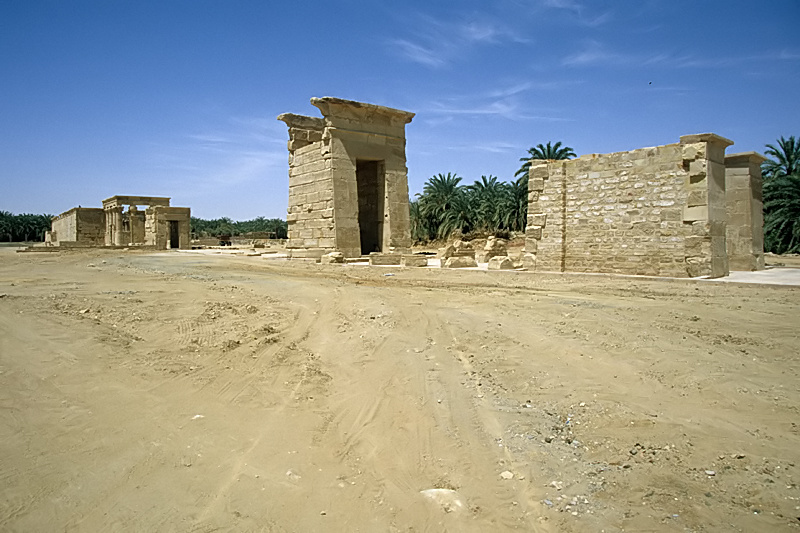
O corredor com postes, levando ao corredor hipostilo

O Templo de Hibis é o maior e mais bem preservado templo egípcio antigo no Oásis de Carga, bem como a única estrutura no Egito que data da XXVI dinastia ou período saíta-persa (664-404 AEC), que chegou até os tempos modernos em relativamente bom estado. Localizado a cerca de 2 km ao norte de Carga, foi dedicado a um sincretismo de duas formas locais da divindade Amom: "Amom de Hibis" e "Amom-Ra de Carnaque que habita em Hibis".

## História

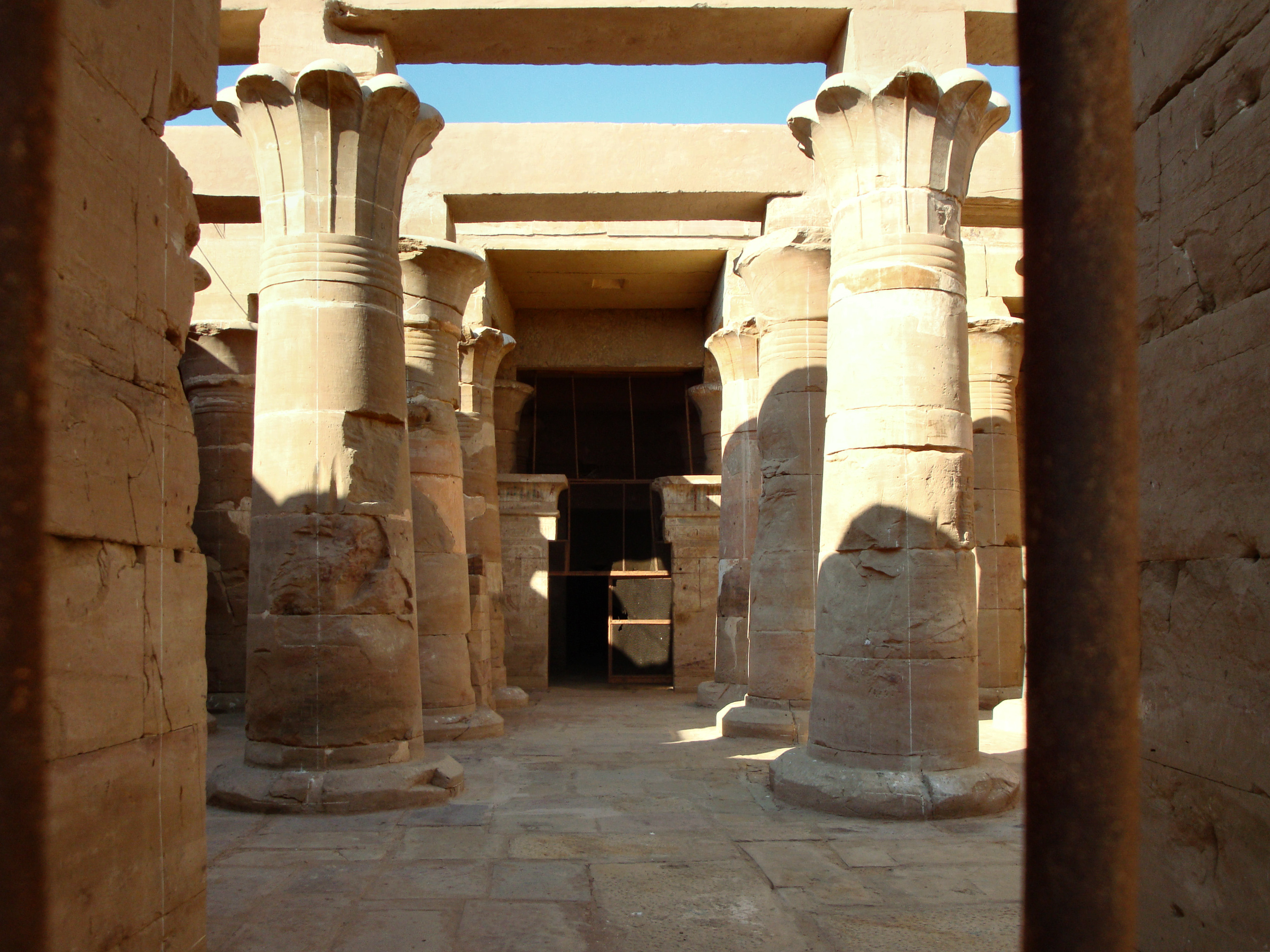
Colunas palmiformes no templo de Hibis

O templo de Hibis já foi cercado pela cidade de Hibis (egípcio: Hebet, que significa "o arado"), que hoje em dia está sob as colheitas. A construção do templo começou durante a XXVI Dinastia, provavelmente sob o faraó Psamético II, ou possivelmente ainda mais cedo, durante a XXV dinastia. Evidências arqueológicas sugerem que um templo mais antigo, datado do Império Novo, já estava presente no mesmo lugar. Várias décadas depois de Psamético II, durante a XXVII Dinastia, o faraó Dário I tomou uma parte particularmente ativa em seu edifício, sendo creditado pela decoração das paredes. Mais tarde, vários outros governantes fizeram adições ou decorações aqui, como Acoris da XXIX Dinastia, notavelmente Nectanebo I e Nectanebo II da XXX Dinastia, possivelmente Ptolomeu IV (Dinastia Ptolomaica), e pelo menos um imperador romano.
Uma primeira campanha de escavação, organizada pelo Metropolitan Museum of Art de Nova Iorque, ocorreu em 1909-1911. Umamais recente, liderado por Eugene Cruz-Uribe, começou em 1985.

## Descrição
O templo tem uma grande semelhança - tanto arquitetonicamente quanto em relação aos textos inscritos - aos templos tebanos do Império Novo e também do período ptolemaico, ainda difere de ambos por causa de algumas peculiaridades, como o estilo bastante ousado das decorações.
Um longo corredor, alinhado com esfinges, atravessa uma série de colunas e chega ao próprio templo. Este foi originalmente cercado por um lago, agora seco há muito. O corredor hipostilo tem suas paredes em forma de enormes rolos de papiro, com várias decorações e vários hinos dedicados à divindade Ámon, muitos dos quais são conhecidos desde tempos antigos. Entre as decorações, destaca-se uma representação de Seti derrotando Apep, um tema que alguns historiadores de arte acreditavam ser uma prefiguração de São Jorge e o Dragão. As paredes e o telhado são dedicados à teologia tebana e a Osíris respectivamente, enquanto o naos é subdividido em nove registros, totalmente decorado com um panteão de deidade egípcia e figuras reais, totalizando quase 700 figuras. No início de cada registro, o rei é representado enquanto realiza um ritual; os nomos egípcios também estão presentes, cada um representado em uma forma osiriana. Em contraste com a riqueza dessas representações, as inscrições que acompanham são breves, quando não estão ausentes.
A relativamente boa preservação do Templo de Hibis pode ser atribuída à sua reclusão. No entanto, desde várias décadas, o edifício está ameaçado por um aumento das águas subterrâneas que está danificando suas fundações, e o Serviço de Antiguidades do Egito estava levando em consideração o desmantelamento completo e a realocação de todo o templo.

## Galeria

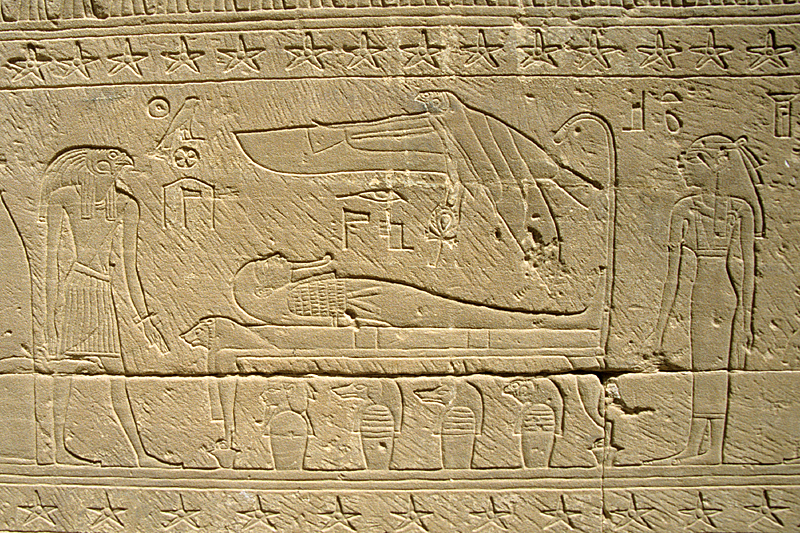
Relevo no teto do templo
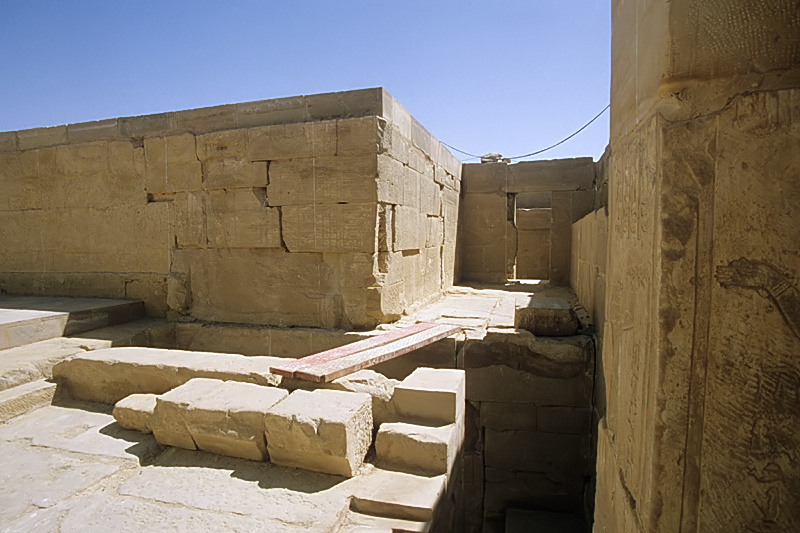
Telhado do templo
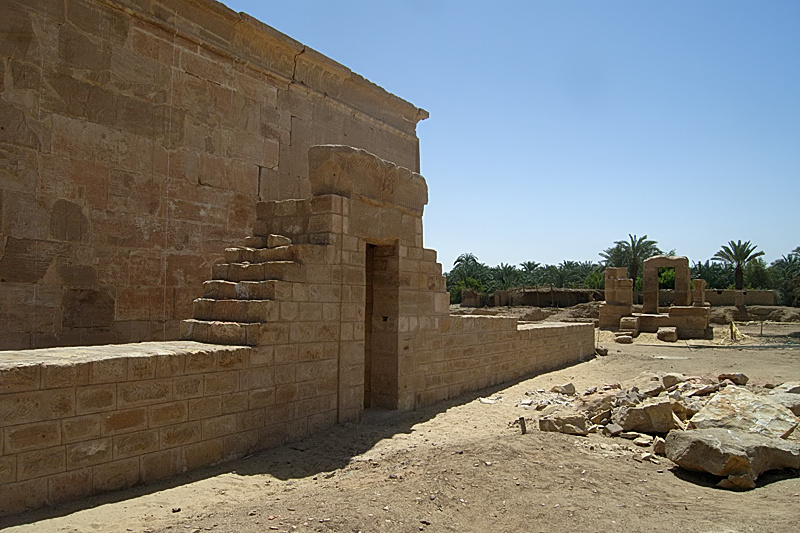
Parede traseira exterior do templo, vista para o sul
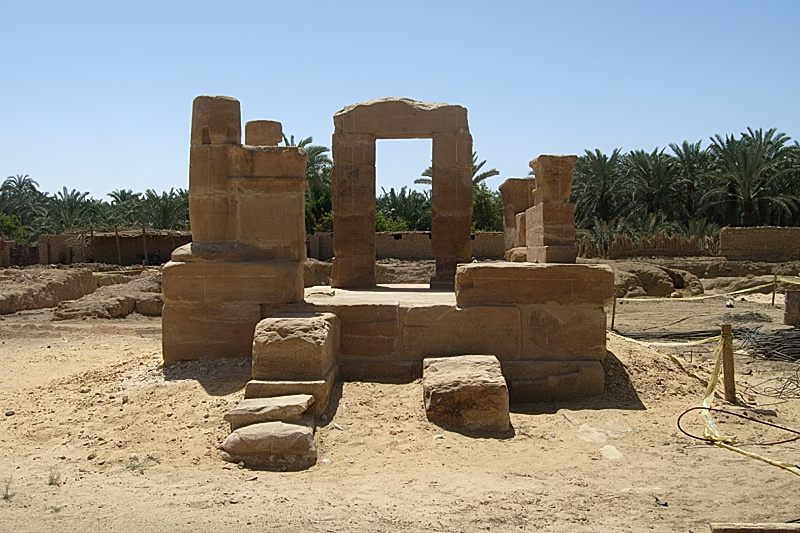
Edifício ao sul
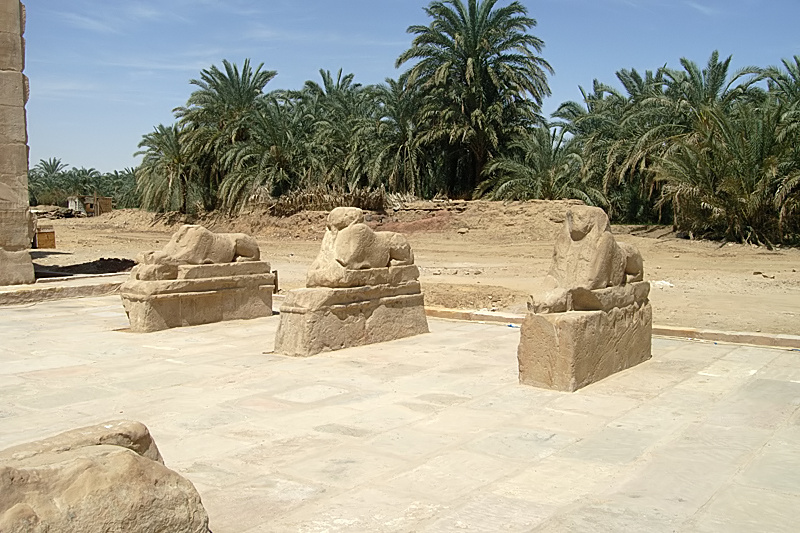
Beco de esfinges
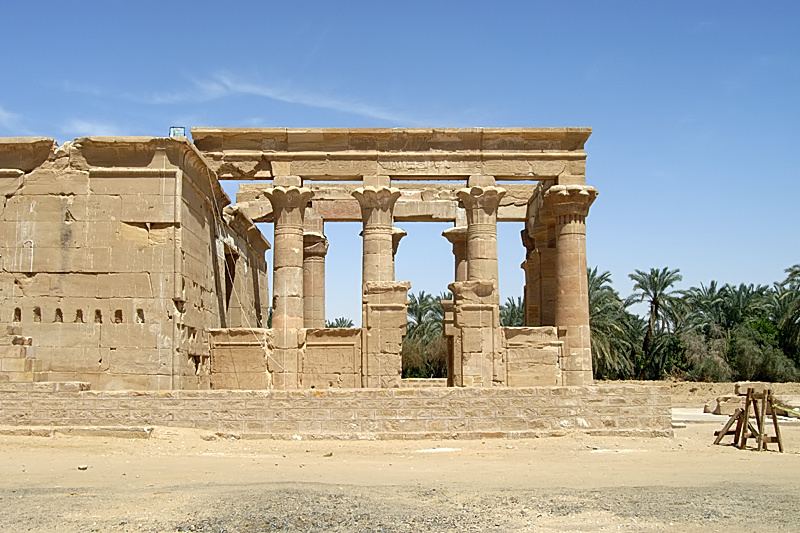
Lado sul do pórtico
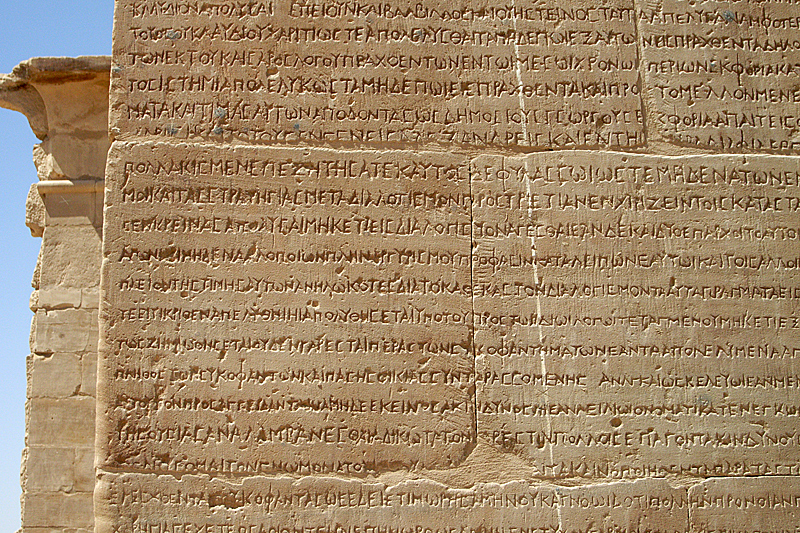
Parte da inscrição grega no primeiro portão
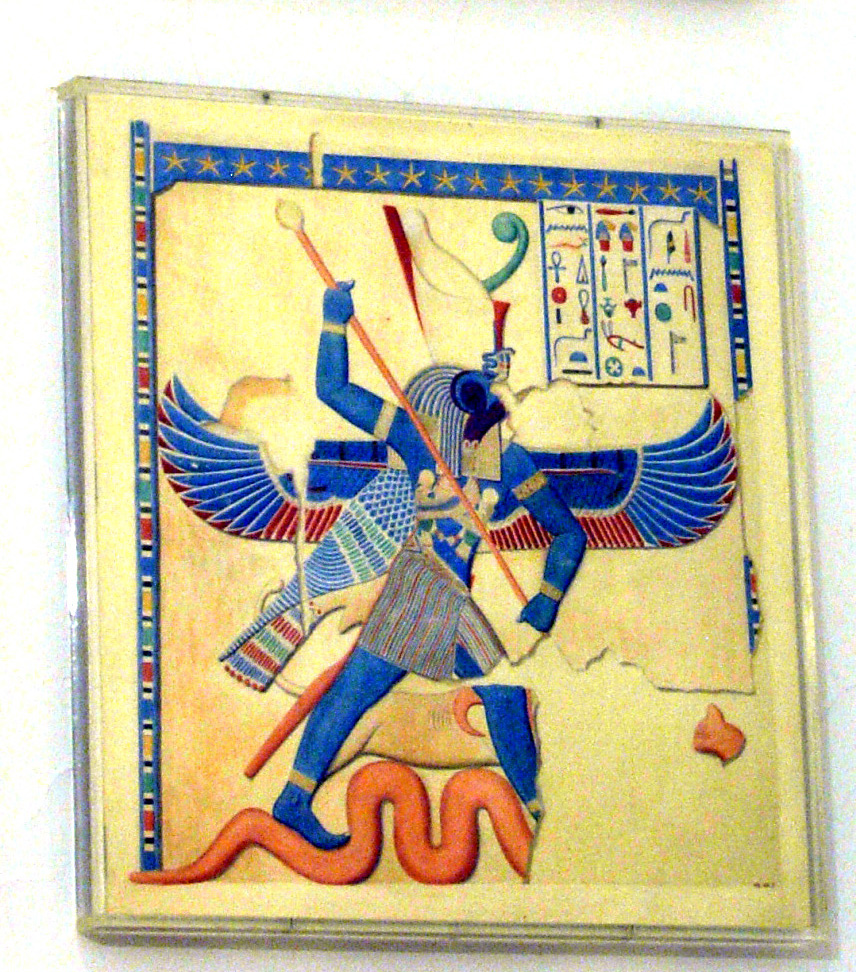
Seti matando uma serpente, Templo de Amom de Hibis